# Sonate pour violon et piano no 2 de Bloch
Pour les articles homonymes, voir Sonate pour violon et piano.
Poème Mystique
La Sonate pour violon et piano no 2 « Poème Mystique »  d’Ernest Bloch est une œuvre de musique de chambre composée en 1924. Elle est dédiée à André de Ribaupierre et Beryl Rubinstein. Elle a été créée en Concert privé le 24 janvier 1925 chez M. et Mme Rossin à New York par les dédicataires André de Ribaupierre et Beryl Rubinstein. La création en France a été faite à l'École normale de musique de Paris le 20 février 1934 par André de Ribaupierre et Ernest Vulliemin.

## Structure
Elle est constituée d'un seul mouvement d'une durée d'exécution d'un peu plus de vingt minutes.
Il s'agit d'une méditation qui mêle des thèmes religieux hébraïques avec des emprunts au plain-chant grégorien.
Les indications de tempos sont
1. Andante moderato
2. Animato
3. Tempo I; Animato; Moderato
4. L'istesso tempo (ma un poco lento)
5. Moderato Assai "Credo in unum Deum! ..."
6. Piu lento "Gloria in excelsis Deo"
7. Animato; Moderato; Allegro moderato; Tempo iniziale
8. Molto quieto